# Kamui Kobayashi
Kamui Kobayashi, född 13 september 1986 i Amagasaki, är en japansk racerförare.
Kobayashi debuterade i GP2 säsongen 2008. Han var även med 2009, men var då samtidigt tredjeförare i formel 1-stallet Toyota. Kobayashi fick hoppa in i två sista formel 1-loppen 2009 efter att Timo Glock hade skadat sig i en krasch under kvalet till Japans Grand Prix.
Under säsongerna 2010, 2011 och 2012 har han kört för Sauber-stallet och lyckades 2012 ta en pallplats på hemmaplan. Trots det räckte det inte för att förnya sitt kontrakt och 2013 var Kamui utan styrning i Formel 1. Han blev istället anställd av Ferrari för att tävla i FIA Endurance Championship.
2014 körde han för Caterham F1 där han var stallkamrat med svenske Marcus Ericsson.

## F1-karriär
| Säsong     | Stall/Tillverkare | Placering  | Lopp | Poäng | Etta | Tvåa | Trea | Pole | Varv |
| ---------- | ----------------- | ---------- | ---- | ----- | ---- | ---- | ---- | ---- | ---- |
| 2009       | Toyota            | 18         | 2    | 3     | 0    | 0    | 0    | 0    | 0    |
| 2010       | Sauber-Ferrari    | 12         | 19   | 32    | 0    | 0    | 0    | 0    | 0    |
| 2011       | Sauber-Ferrari    | 12         | 19   | 20    | 0    | 0    | 0    | 0    | 0    |
| 2012       | Sauber-Ferrari    | 12         | 20   | 60    | 0    | 0    | 1    | 0    | 1    |
| 2014       | Caterham-Renault  | 22         | 16   | 0     | 0    | 0    | 0    | 0    | 0    |
| Sammanlagt | Sammanlagt        | Sammanlagt | 76   | 125   | 0    | 0    | 1    | 0    | 1    |

### Trea i F1-lopp
1. Japan 2012

### Snabbaste varv i F1-lopp
1. Kina 2012

### Diskvalificerad i F1-lopp
1. Australien 2011